# Université ouverte des Humanités
Pour les articles homonymes, voir Université ouverte.
L'université ouverte des humanités (UOH) est l'une des huit universités numériques thématiques françaises. Elle est consacrée aux champs disciplinaires des sciences humaines, des sciences sociales, des lettres, des langues et des arts.

## Bibliothèque libre de ressources numériques et pédagogiques
L'UOH propose aux étudiants et aux enseignants des ressources numériques et pédagogiques libres et offre sur un portail accessible gratuitement des contenus pédagogiques validés scientifiquement, pédagogiquement et techniquement : texte, audio, vidéo, multimédia, etc.

## Histoire

Ancien logo de l'Université ouverte des Humanités.

L'UOH est créée le 25 janvier 2007 sous l'impulsion de la sous-direction TICE, Service des technologies et des systèmes d’information du ministère de l’Éducation nationale, de l'Enseignement supérieur et de la Recherche. En mai 2007, ce ministère est scindé en deux ministères distincts : le ministère de l'Éducation Nationale et le ministère de l'Enseignement supérieur et de la Recherche. En janvier 2010, la SDTICE est à son tour scindée en deux entités distinctes, dont la Direction générale pour l'enseignement supérieur et l'insertion professionnelle (DGESIP). L'UOH entre depuis lors, dans le cadre de la Mission numérique pour l'Enseignement supérieur (MINES) du Service de la stratégie de l'enseignement supérieur et de l'insertion professionnelle de la DGESIP.
Regroupement d’établissements supérieurs mettant en commun leurs moyens, l’UOH n’est ni une nouvelle université française, ni un substitut des établissements supérieurs. Les ressources qu’elle propose sont des compléments et/ou des supports aux cours en présentiel qui permettent la diversification des modes de transmission des connaissances et offrent la possibilité à tous les établissements supérieurs de construire des stratégies d'enseignement s'ils le désirent. En 2013, vingt-quatre universités françaises, l’École Normale Supérieure de Lyon et une université camerounaise font partie du projet. Ce qui représente environ 425 000 étudiants.
Depuis sa fondation en tant que service commun inter-universitaire, l’UOH œuvre pour la valorisation des ressources pédagogiques numériques des établissements partenaires et publie des appels à projets encourageant la production mutualisée de ressources pédagogiques numériques.

## Missions
- Favoriser une meilleure réussite des étudiants, notamment en licence[2],[3]
- Valoriser la production et la diffusion de ressources numériques et pédagogiques
- Indexer et diffuser les ressources à travers un portail institutionnel
- Contribuer au développement de l’université numérique française[4]

## Principales orientations stratégiques
- Soutenir la production mutualisée de nouvelles ressources pédagogiques numériques en constituant des réseaux d'enseignants-chercheurs producteurs ; parmi les 64 universités dispensant des formations dans le domaine des Humanités, près d’un tiers est actuellement partenaire du projet et l’on atteint la moitié en considérant les établissements intéressés par une adhésion prochaine.

- Réaliser un inventaire des ressources pédagogiques numériques existantes afin de les valoriser ; les établissements partenaires de l'UOH mettent leurs meilleures ressources pédagogiques en ligne sur ce portail.

- Communiquer et partager son expérience, afin de participer au développement de l’université numérique française et de contribuer au rayonnement de l'enseignement supérieur français dans les champs disciplinaires des Humanités ; l’ouverture aux pays frontaliers est déjà amorcée par la participation de personnalités scientifiques européennes au conseil scientifique de l’UOH[5].

## Politique éditoriale
Tous les contenus pédagogiques diffusés par l'UOH sont accessibles gratuitement.
Les ressources sont soit des coproductions avec les établissements partenaires, soumises à validation du Conseil scientifique de l’UOH ; soit des productions des établissements partenaires mises en commun, validées par les établissements ou/et par le Conseil scientifique de l’UOH.
L'UOH propose quatre types de ressources :
- Grandes leçons
- Essentiels
- Études et documents
- Conférences, tables rondes et entretiens [2],[6]

Les « grandes leçons » et les « essentiels » constituent les ressources phares de l'UOH.
Leurs objectifs sont de répondre le plus justement possible aux besoins des étudiants et de viser l'excellence en se distinguant des ressources en ligne déjà existantes.
Les « grandes leçons » sont des leçons permettant d’introduire ou de réintroduire des fondamentaux auprès des étudiants.
Elles doivent donner à l'étudiant les cadres de pensée, par la mise en relief de ce qui constitue, à travers les disciplines, le bien commun des établissements d'enseignement supérieur (thèmes communs et/ou transversaux). Elles sont des réflexions construites, adossées à des travaux de recherche et pouvant développer pour une part les concepts et notions expliqués dans les « essentiels ».
Les « essentiels » représentent des séries de contenus relativement brefs venant étayer les « grandes leçons » et permettant l'explication de concepts et notions clés en conjuguant les stratégies pédagogiques.
De longueurs variables, ils peuvent être très courts et ont vocation à constituer de petites encyclopédies définissant les différents concepts des humanités.

## Disciplines couvertes
- Arts
- Langues
- Littérature ; Lettres classiques
- Civilisations
- Sciences de l'homme
- Sciences de la société, dont Géographie et Aménagement, Histoire, Archéologie.

## Fonctionnement de l'UOH
Le fonctionnement de l'UOH s'appuie sur :
- un conseil d'administration composé des représentants des établissements membres
- un conseil scientifique qui garantit la qualité des contenus proposés et valide les grandes orientations
- un comité de pilotage permettant d'assurer la mise en œuvre

## Universités partenaires
- École normale supérieure de Lyon
- Université d'Aix-Marseille
- Université Victor Segalen - Bordeaux II
- Université Michel de Montaigne - Bordeaux III
- Université de Bourgogne - Dijon
- Université Pierre-Mendès-France - Grenoble II
- Université de La Rochelle
- Université de Liège
- Université Charles-de-Gaulle - Lille III
- Université Lumière - Lyon II
- Université Paul-Valéry Montpellier III
- Université de Nice Sophia Antipolis
- Université Panthéon Sorbonne - Paris I
- Université Sorbonne Nouvelle - Paris III
- Université Paris Sorbonne-Paris IV
- Université de Perpignan - Via Domitia
- Université de Reims-Champagne-Ardenne
- Université Haute Bretagne - Rennes II
- Université de La Réunion
- Université de Rouen
- Université de Strasbourg
- Université Toulouse II - Le Mirail
- Université de Franche-Comté
- Université de Lorraine
- Université de Yaoundé I
- Université du Maine
- Université du Havre
- Université de Caen Basse-Normandie
- Université Concordia

L'UOH entretient des relations de partenariat privilégié avec :
- Ministère de l'Enseignement supérieur et de la Recherche à travers la DGESIP (MINES) et son projet UNT dans le cadre des Universités numériques
- Canal-U, animé par le Centre de ressources et d'information sur les multimédias pour l'enseignement supérieur (CERIMES) en partenariat avec le Centre Informatique National de l'Enseignement Supérieur (CINES)